# 切尔沃内若夫坚 (安特拉齐特区)
47°51′7″N 39°8′26″E / 47.85194°N 39.14056°E
切尔沃内若夫坚（俄语：Червоный Жовтень，实际占领该地的卢甘斯克人民共和国亦之称为俄语：，均为“红十月”之意），乌方称列昂諾韋（烏克蘭語：Леонове），是位於烏克蘭東部的村莊，法理上由盧甘斯克州羅韋尼基區的安特拉齊特市鎮負責管轄，实际上是由俄罗斯卢甘斯克人民共和国管辖的市级镇。該村始建於1801年，面積0.58平方公里，海拔高度169米，2001年人口137，人口密度每平方公里235人。